# Aleksandr Sierafimowicz

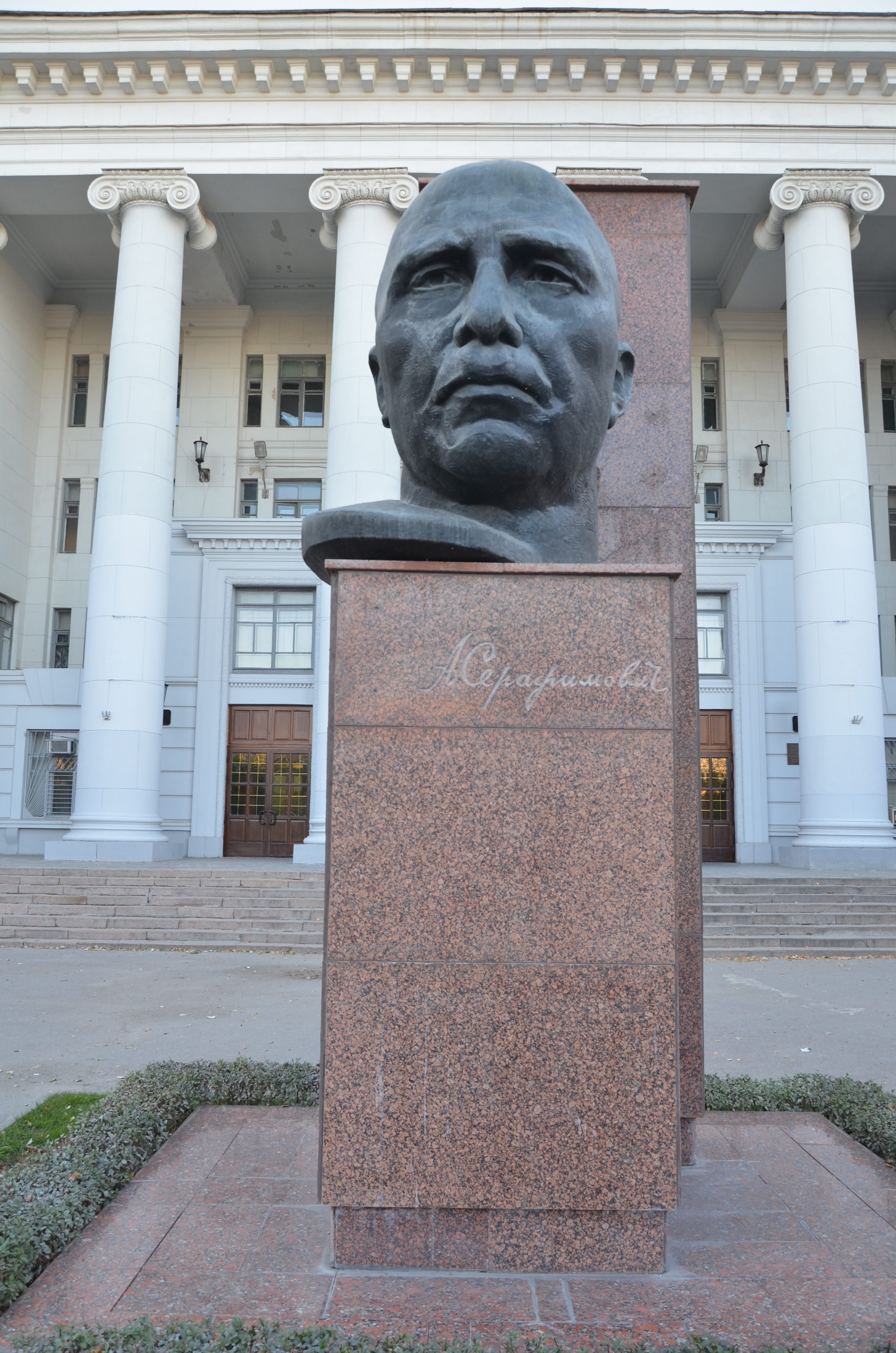
Pomnik Aleksandra Sierafimowicza w Wołgogradzie

Aleksandr Sierafimowicz  Sierafimowicz (ros. Алекса́ндр Серафи́мович Серафимо́вич),  właściwie Aleksandr Sierafimowicz Popow (ros. Алекса́ндр Серафимо́вич Попо́в; ur. 7 stycznia?/19 stycznia 1863 w miejscowości Niżnie-Kurmojarskaja w Obwodzie Wojska Dońskiego, zm. 19 stycznia 1949 w Moskwie) – rosyjski i radziecki pisarz.
Był synem kozaka dońskiego będącego esaułem Wojska Dońskiego służącego w Polsce, gdzie Aleksandr Sierafimowicz spędził dzieciństwo. Od 1873 mieszkał w miejscowości Ust'-Miedwiedickaja (obecnie Sierafimowicz), gdzie w 1883 ukończył gimnazjum. Następnie studiował na Wydziale Fizyczno-Matematycznym Uniwersytetu Petersburskiego, gdzie związał się z ruchem rewolucyjnym i zapoznał się z marksizmem. Za działalność rewolucyjną został aresztowany i zesłany do guberni archangielskiej, gdzie zaczął pisać swoje pierwsze opowiadanie, Na ldinie, opublikowane w 1899 w Russkich wiedomostach pod pseudonimem Sierafimowicz. Od 1902 mieszkał w Moskwie. Podczas I wojny światowej był korespondentem wojennym Russkich wiedomosti. Poparł rewolucję październikową, a w 1918 został kierownikiem działu literackiego gazety Izwiestija. W 1934 został członkiem Prezydium Zarządu Związku Pisarzy ZSRR.
Spoczywa pochowany na Cmentarzu Nowodziewiczym w Moskwie.

## Nagrody i odznaczenia
- Order Lenina (1933)
- Nagroda Stalinowska (1943)
- Order Czerwonego Sztandaru Pracy
- Order „Znak Honoru”
- Medal „Za ofiarną pracę w Wielkiej Wojnie Ojczyźnianej 1941–1945”